# Tetragnatha bidentata
Tetragnatha bidentata är en spindelart som beskrevs av Roewer 1951. Tetragnatha bidentata ingår i släktet sträckkäkspindlar, och familjen käkspindlar. Inga underarter finns listade i Catalogue of Life.